# Ranžirna lokomotiva
Ranžirna lokomotiva ali manevrirna lokomotiva, žarg. premikálka ,
je majhna lokomotiva za sestavljanje železniških vagonov v kompozicije ali pa obratno. Premikalke imajo za razliko od konvencionalnih lokomotiv šibkejši motor, manjša kolesa in manjšo potovalno hitrost, imajo pa veliko začetno vlečno silo (trakcijo). Premikalke imajo lahko dizelski ali električni motor, v preteklosti pa jih je poganjal parni stroj. Premikalke so po navadi veliko časa v pripravljenosti, zato razvijajo v ta namen tudi hibridne in baterijske lokomotive, s katerimi bi zmanjšali porabo dizelskega goriva. Ameriški t.i. vlačilci so po navadi dizelski in so po navadi večji od evropskih premikalk.
Premikalke opravljajo podobno nalogo kot ladijski vlačilci. 

## Galerija
- Parna premikalka
- Moderna ameriška premikalka EMD MP15DC
- British Rail Class 08 - tipična evropska premikalka
- Dizelska premikalka ChME-3ME 6750 v Litvi
- Railpower GG20B Green Goat
- Wabtec EMD GP20D
- British Rail 08833
- Class Y Hunslet dizelska premikalka
- Dieselska lokomotiva Đuro Đaković SŽ 643 Slovenskih železnic